# Saiful Alam
Saiful Alam (ur. 28 października 1968) – banglijski strzelec, olimpijczyk. 
Brał udział w Letnich Igrzyskach Olimpijskich 1996 (Atlanta). Startował w jednej konkurencji, w której zajął 33. miejsce. 
Alam, pełnił także funkcję chorążego reprezentacji.

## Wyniki olimpijskie
| Igrzyska | Konkurencja                 | Wynik                           | Miejsce | Źródło |
| -------- | --------------------------- | ------------------------------- | ------- | ------ |
| IO 1996  | Pistolet pneumatyczny, 10 m | 581 punktów (96-97-96-97-98-97) | 33.     | [ 2 ]  |